# Brian Brendell
Brian Brendell (Rehoboth, 7 settembre 1986) è un ex calciatore namibiano, di ruolo attaccante.

## Carriera
Cresciuto nei Friends, squadra della sua città, dal 2005 gioca nei Civics. Punto di forza della Nazionale di calcio della Namibia, ha disputato la Coppa delle nazioni africane 2008, dove si è messo in luce realizzando due gol.